# Бабарська оболонь
Бабарська оболонь — ландшафтний заказник місцевого значення. Об'єкт розташований на території Золотоніського району Черкаської області, в адмінмежах Драбівської селищної громади на околиці с. Жорнокльови.
Площа — 23,4 га, статус отриманий у 2009 році.